# Sơn Lai
Sơn Lai là một xã miền núi thuộc huyện Nho Quan, tỉnh Ninh Bình, Việt Nam.

## Địa lý
Xã Sơn Lai nằm cách trung tâm thành phố Ninh Bình 19 km, có vị trí địa lý:
- Phía đông và phía bắc giáp huyện Gia Viễn
- Phía nam giáp xã Sơn Hà
- Phía tây giáp xã Quỳnh Lưu.

Xã Sơn Lai có diện tích 17,88 km², dân số năm 2019 là 4.893 người, mật độ dân số đạt 274 người/km².
Đây là một trong 10 xã có mật độ dân cư thấp nhất Ninh Bình, theo thứ tự tăng dần gồm: Cúc Phương, Kỳ Phú, Quang Sơn, Phú Long, Ninh Hải, Đông Sơn, Sơn Lai, Yên Đồng, Gia Hòa và Gia Sinh.
Quần thể danh thắng Tràng An có một phần diện tích nằm trên xã này. Đây cũng là xã được công nhận Anh hùng lực lượng vũ trang nhân dân Lưu trữ ngày 15 tháng 3 năm 2016 tại Wayback Machine và là 1 trong 9 xã đầu tiên ở Ninh Bình được công nhận là xã An toàn khu..

## Di tích
Sơn Lai là xã trong phạm vi ranh giới Quần thể danh thắng Tràng An - Tam Cốc - Bích Động đã được Chính phủ Việt Nam xếp hạng di tích quốc gia đặc biệt quan trọng và được UNESCO công nhận là di sản thế giới.
Tính đến năm 2010, Sơn Lai có 2 di tích cấp quốc gia là khu căn cứ cách mạng Quỳnh Lưu và Khu trũng, Đồng Báng.
Thế kỷ X, Sơn Lai còn là cửa ngõ phía tây của Hoa Lư tứ trấn, tại đây còn nhiều nơi thờ Vua Đinh trong Quần thể di tích thờ Vua Đinh ở Ninh Bình và nhiều tên gọi địa danh gắn với lịch sử hình thành cố đô Hoa Lư. Sử sách cho biết Đinh Bộ Lĩnh còn chăn trâu ở núi Mã Can hay Mã Thiên. Trong sách Ninh Bình toàn tỉnh địa chí khảo biên, Nguyễn Tử Mẫn cho biết: " Núi Mã Can ở địa phận thôn Phúc Lai, Đông Thịnh, cách 19 dặm phía nam huyện Phụng Hóa. truyền rằng Đinh Tiên Hoàng hồi còn trẻ đem mục đồng đến diễn tập trận ở đây, người đời sau lấy miếu ấy lập miếu thờ. Núi Mã Can ngày nay ở xã Sơn Lai. Ở đây còn có hòn đá Vua Ngự, tương truyền là nơi "ngự" của Đinh Bộ Lĩnh, cách động Hoa Lư khoảng 10 km theo đường chim bay. Ngày nay, Sơn Lai có rất nhiều di tích thờ Vua Đinh Tiên Hoàng như các đình thôn Lược, đình Ngọc Mỹ thôn Me, đình Vua làng Xát, đền làng Đông Thịnh và nhiều địa danh gắn với sự nghiệp của vị vua này.
Nhóm di tích, di vật phía Tây Bắc của Quần thể danh thắng Tràng An có di tích Núi Xưa, nơi đây xuất lộ nhiều gốm và vỏ nhuyễn thể biển, gốm ở đây thuộc dạng gốm trong Văn hóa Đông Sơn; di vật trống đồng xuất lộ ở đồi Đống (đều thuộc xã Sơn Lai, huyện Nho Quan).
Theo các nguồn sử liệu khác, đền Thượng và đình Chàng thờ Nhồi Hoa Công chúa nước Lào (Ai Lao). Dưới thời Vua Lê Thánh Tông (Hiệu Hồng Đức) (1460-1497), Bà được vua cha giao trách nhiệm đưa cống nộp và huấn luyện một đàn voi cho Đại Việt. Khi trở về nước, đến địa phận huyện Gia Viễn ngày nay, bà bị lâm bệnh và qua đời. Sau đó, nhân dân lập đền thờ công chúa tại khu vực xã Sơn Lai hiện nay.